# Mohd Fauzan Ahmad Lutfi
Mohammed Fauzan Ahmad Lutfi (* 9. Januar 1986) ist ein malaysischer Radrennfahrer.
Fauzan begann seine Karriere 2005 bei dem malaysischen Proton T-Bikes Cycling Team. In seinem ersten Jahr dort wurde er Zweiter der nationalen Meisterschaft im Straßenrennen. In der Saison 2007 konnte er das zweite Teilstück der Perlis Open für sich entscheiden. Ende des Jahres startete er bei der Straßen-Radweltmeisterschaft in Stuttgart in der U23-Klasse und wurde 66. im Einzelzeitfahren. Das Straßenrennen beendete er nicht. 2008 wurde Fauzan Malaysischer Meister im Straßenrennen.
Im August 2009 wurde Fauzan positiv auf das Hormonpräparat 19-Norandrosteron getestet und anschließend für zwei Jahre gesperrt.

## Erfolge
2008
- Malayischer Meister – Straßenrennen

2013
- Malayischer Meister – Einzelzeitfahren

## Teams
- 2005 Proton T-Bikes Cycling Team
- 2009 MNCF Cycling Team